# Sextius Miollis
Sextius Miollis, francoski general, * 1759, † 1828.
1. ↑  podatkovna baza Léonore — ministère de la Culture.
2. 1 2  SNAC — 2010.
3. ↑  data.bnf.fr: platforma za odprte podatke — 2011.